# Chempion mira
Chempion mira (De wereldkampioen) is een Russische film uit 2021 van Alexey Sidorov, dat het verhaal rond de finale van het wereldkampioenschap schaken in 1978 tussen Anatoly Karpov en Viktor Korchnoi vertelt.

## Achtergrond
Was de "Match of the Century" in 1972 in Reykjavik tussen de grootmeesters Bobby Fischer en Boris Spassky al beladen, de wereldkampioenschap van 1978 in Baguio City (de Filippijnen) was mogelijk nog spannender en dramatischer. Deze legendarische krachtmeting tussen de USSR-getrouwe Karpov en Sovjet-emigrant Korchnoi was een duel van persoonlijkheden onder immense psychologische druk en met grote inzet.
Na de film Pawn Sacrifice uit 2014 over de wereldkampioenschap schaken van 1972 en de documentaire Closing Gambit: 1978 Korchnoi versus Karpov and the Kremlin over de finale van het wereldkampioenschap schaken van 1978, volgde Chempion mira die de eerste - en meest meeslepende - van twee confrontaties tussen Karpov en Korchnoi verhaalt.
Het duurde even voordat de film vorm kreeg. Sidorov, zowel de regisseur als de auteur van het originele scenario, speelde drie decennia met het idee van de film. Tijdens het schrijven van het scenario bestudeerde Sidorov schaakliteratuur, waaronder de autobiografieën van Karpov en Korchnoi, en bekeek hij documentairebeelden. Grootmeester Daniil Dubov heeft bijgedragen door onder meer de acteur Jankovski in zijn rol van Karpov te helpen.
De opnames, opgenomen op locaties in Moskou, Sotsji, Servië en Montenegro, begonnen in juli 2020 en werden, na een pauze vanwege de coronapandemie, afgerond in het voorjaar van 2021.
Het Russisch Schaakmuseum en de bibliotheek van de Centrale Schaakclub in Moskou hebben de film steun verleend en deze voorzien van archiefmateriaal en rekwisieten. Kosten noch moeite werd gespaard om de wedstrijd te reproduceren. Zo is het interieur van de zaal in Baguio City tot in detail nagebouwd en zijn de schaaktafel, de stoelen van de spelers en schaakklok dezelfde als die van in de wedstrijd van 1978.